# Ken Hardie
Pour les articles homonymes, voir Hardie.
Ken C. Hardie, né en 1947 à Edmonton en Alberta, est un homme politique canadien en Colombie-Britannique. Il représente la circonscription de Fleetwood—Port Kells sous la bannière du parti libéral du Canada à la Chambre des communes du Canada de 2015 à 2025.

## Biographie
Né à Edmonton en Alberta, Hardie fréquente l'université de la Colombie-Britannique et l'université Simon Fraser. Il est ensuite diffuseur et porte-parole pour Translink et de la Insurance Corporation of British Columbia.
En octobre 2023, il fait un commentaire sur le réseau social X où il compare le Parti conservateur du Canada au ministre de la propagande de l'Allemagne nazie Joseph Goebbels. Plus tard, il efface sa publication et des excuses lui sont demandées par le président de la Chambre Greg Fergus.